# Mirosław Handke
Pour les articles homonymes, voir Handke.
Mirosław Józef Handke, né le 19 mars 1946 à Leszno (Pologne) et mort le 22 avril 2021 , est un enseignant-chercheur polonais, professeur des universités de chimie, spécialiste en spectroscopie oscillatoire et en physico-chimie des silicates, recteur de l'École des mines et de la métallurgie de Cracovie (AGH) de 1993 à 1997. 

## Biographie
Après avoir achevé en 1969 des études à la faculté des sciences de l'Université Jagellonne de Cracovie, il est recruté comme assistant à l'École des mines et de la métallurgie de Cracovie (AGH), où il obtient son doctorat en 1974 et son habilitation en 1985. Il reçoit le titre de professeur en 1992.
Il est auteur d'une centaine de publications scientifiques de son domaine, dont deux manuels universitaires de référence.

## Engagement politique
Militant syndical et politique de Solidarność, il est ministre de l'Éducation nationale de 1997 à 2000 dans le gouvernement de Jerzy Buzek. Il mène en 1999 une grande réforme du système éducatif polonais qui instaure le gimnazjum (équivalent du collège français) et réforme l'examen de maturité (équivalent au baccalauréat français).